# Haikjú!!
Haikjú!! (japonsky ハイキュー!!, anglicky Haikyu!!) je japonská sportovní šónen manga, jejímž autorem je Haruiči Furudate. Manga původně vyšla jako one-shot v časopisu Jump Next!, od února 2012 do července 2020 pravidelně vycházela v měsíčníku Šúkan šónen Jump nakladatelství Šúeiša a postupně byla vydána v 45 souborných svazcích. Na základě mangy byla v listopadu 2012 odvysílána v pořadu Sakijomi JumBang! TV Tokyo rozhlasová hra, od roku 2014 pak studio Production I.G začalo vytvářet adaptaci v podobě stejnojmenného animovaného seriálu. Doposud byly odvysílány čtyři řady.

## Zápletka
Šójó Hinata se touží stát hráčem volejbalu, ačkoli je nevelkého vzrůstu. Na jeho základní škole však není mužský volejbalový klub, tak trénuje sám, s holčičím klubem nebo s kamarády z jiného klubu. Nakonec se mu podaří sestavit tým na právě probíhající soutěž, kde se utká se sebestředným vrstevníkem Tobiem Kagejamou, jemuž se pro jeho velké nadání, ale zároveň neschopnost spolupracovat se svými spoluhráči přezdívá „král hřiště“. Navzdory velkému úsilí je Hinatům tým poražen, avšak Hinata Kagejamovi přísahá, že jej jednoho dne překoná a porazí. Po dokončení základní školy se Hinata dostává na střední školu v Karasuno, kde se ochotně přihlašuje do tamního mužského volejbalového klubu. K velkému překvapení však zjišťuje, že jeho rival Kagejama se také dostal na Karasuno, a tak budou muset spolupracovat v jednom týmu.

### Postavy
- Šójó Hinata - hlavní postava (japonsky 日向翔陽, Hinata Šójó)

dabing: Ajumu Murase
- Tobio Kagejama (japonsky 影山飛雄, Kagejama Tobio)

dabing: Kaito Išikawa
- Daiči Sawamura (japonsky 澤村大地, Sawamura Daiči)

dabing: Satoši Hino
- Kóši Sugawara (japonsky 菅原孝支, Sugawara Kóši)

dabing: Miju Irino
- Jú Nišinoja (japonsky 西谷夕, Nišinoja Jú)

dabing: Nobuhiko Okamoto
- Asahi Azumane (japonsky 東峰旭, Azumane Asahi)

dabing: Jošimasa Hosoja
- Rjúnosuke Tanaka (japonsky 田中龍之介, Tanaka Rjúnosuke)

dabing: Jú Hajaši
- Kei Cukišima (japonsky 月島蛍, Cukišima Kei)

dabing: Kóki Učijama, Tomo Muranaka (mladší verze)
- Tadaši Jamaguči (japonsky 山口忠, Jamaguči Tadaši)

dabing: Sóma Saitó, Hiro Nakadžima (mladší verze)
- Ittecu Takeda (japonsky 武田一鉄, Takeda Ittecu)

dabing: Hiroši Kamija
- Keišin Ukai (japonsky 烏養繫心, Ukai Keišin)

dabing: Kazunari Tanaka
- Kijoko Šimizu (japonsky 清水潔子, Šimizu Kijoko)

dabing: Kaori Nazuka
- Kenma Kozume (japonsky 孤爪研磨, Kozume Kenma)

dabing: Júki Kadži
- Tóru Oikawa (japonsky 及川徹, Oikawa Tóru)

dabing: Daisuke Namikawa

## Anime
Od 6. dubna do 21. září 2014 se vysílala první řada adaptace mangy v podobě televizního anime seriálu v produkci studia Production I.G. První úvodní znělkou, pro díly 1–13, je Imagination (japonsky イマジネーション) od skupiny Spyair, první závěrečnou znělkou taktéž pro díly 1–13 je skladba Tenči gaeši (japonsky 天地ガエシ) od skupiny Nico Touches the Walls. V dílech 15–25 je druhou úvodní znělkou píseň Ah Yeah!! od Sukima Switch a závěrečnou znělkou pak LEO od Tacica. 

Druhá řada anime seriálu s názvem Haikjú!! Second Season (japonsky ハイキュー!! セカンドシーズン, Haikjú!! Sekando Šízun) se vysílala od 3. října 2015 do 27. března 2016. Pro díly 1–13 je úvodní znělkou skladba I'm a Believer (japonsky アイム・ア・ビリーバー) od Spyair a závěrečnou znělkou Climber (japonsky クライマー) od skupiny Galileo Galilei. Druhou úvodní znělkou je v dílech 14–25 FLY HIGH od Burnout Syndromes a závěrečnou znělkou pak Hacunecu (japonsky 発熱) od skupiny Tacica. 

Výroba třetí řady o deseti dílech s názvem Haikjú!! Karasuno kókó VS Širatorizawa gakuen kókó (japonsky ハイキュー!! 烏野高校 VS 白鳥沢学園高校) byla ohlášena v šestnáctém čísle časopisu Šúkan šónen Jump pro rok 2016. Vysílala se od října do prosince 2016.
Čtvrtá řada o 25 dílech a podtitulem To the Top se vysílala od 10. ledna do 19. prosince 2020.